# Salle des Sports du Brockus
Il Salle des Sports du Brockus è un palazzetto dello sport della città di Comune di Saint-Omer in Francia. Ha una capienza di 555 posti. 